# مرنديز (يونسي)
مرندیز (بالفارسية: مرندیز) هي قرية تقع في إيران في خراسان رضوي. يقدر عدد سكانها بـ 2,668 نسمة .